# Daughtry
Daughtry (phát âm /ˈdɔːtri/) là một ban nhạc rock nước Mỹ đến từ Bắc Carolina, được thành lập và đứng đầu bởi Chris Daughtry, thí sinh lọt vào vòng chung kết American Idol mùa thứ 5 (2006). Album phòng thu đầu tay Daughtry, phát hành năm 2006 đã đạt vị trí quán quân trong 2 tuần trên Billboard 200 Hoa Kỳ. Album bán được trên 4 triệu bản, nhiều hơn cả doanh thu album đầu tay của Idol năm đó Taylor Hicks, và là album bán chạy nhất năm 2007 của Billboard. Đây cũng là album rock đầu tay bán chạy nhất trong lịch sử SoundScan. Đĩa đơn đầu tiên từ album, "It's Not Over", là bài hát được chơi nhiều thứ 8 trên radio Hoa Kỳ năm 2007, và đĩa đơn thứ hai "Home", cũng xếp ở vị trí thứ 10 trong danh sách trên.
Album phòng thu thứ hai của nhóm, Leave This Town, đã được phát hành vào tháng 7 năm 2009. Đĩa đơn đầu tiên từ album này, "No Surprise", viết bởi Chris Daughtry, Chad Kroeger và Eric Dillđã được phát hành ngày 5 tháng 5.

## Lịch sử

### 2006–2008:Daughtryvà thành công đột phá
Thí sinh về thứ tư cuộc thi âm nhạc American Idol mùa 5 Chris Daughtry phát biểu rằng anh sẽ thành lập một ban nhạc riêng sau khi từ chối lời mời làm trưởng nhóm từ ban nhạc Fuel. Ngày 10 tháng 7 năm 2006, Chris Daughtry đã ký hợp đồng với 19 Entertainment và RCA Records, hãng đĩa cũng đang có các hợp đồng với các American Idol khác như Kelly Clarkson, Kellie Pickler và nhiều người khác. Chris Daughtry đồng thời cũng là một nhạc sĩ và đã từng hợp tác với các nghệ sĩ khác như Ed Kowalczyk của ban nhạc Live, Carl Bell của Fuel, Brad Arnold của 3 Doors Down, Rob Thomas của Matchbox Twenty, Mitch Allan của SR-71, Brent Smith của Shinedown, Adam Gontier của Three Days Grace, ca sĩ cũ của The Click Five Eric Dill, và Chad Kroeger của Nickelback.
Chris Daughtry và các nghệ sĩ của hãng thu âm tổ chức một cuộc thi chọn thành viên cho ban nhạc Daughtry và đã chọn được 4 thành viên: Jeremy Brady (không còn trong ban nhạc), Josh Steely, Josh Paul, Joey Barnes (ca sĩ hát chính của Suicide Darlings). 2 trong số các thành viên trên đến từ Bắc Carolina — Barnes (người Chris Daughtry đã biết đến trước đó) và Brady (người được Chris Daughtry biết 1 tháng trước ngày thi chọn); còn Steely và Paul thì đến từ California.
Album phòng thu mang tên mình đầu tiên của ban nhạc đã được phát hành tháng 6 năm 2006 bởi hãng 19 Entertainment và RCA Records. Chris Daughtry đã tự sáng tác được "Home", "Breakdown" và "Gone", đồng sáng tác tất cả các bài hát còn lại ngoại trừ "Feels Like Tonight" và "What About Now". Các nhạc sĩ nổi tiếng khác như Dr. Luke và Max Martin cũng đã tham gia vào album này.
Album là một thành công lớn đối với ban nhạc, có mặt tổng cộng 104 tuần chính thức trên Billboard 200 (khoảng 2 năm). Đĩa đơn đầu tay "It's Not Over", phát hành đầu tiên vào tháng 6 năm 2006, đã đạt vị trí #4 trên Billboard Hot 100 và lọt vào top 3 ở một số bảng xếp hạng khác. Không lâu sau, Jeremy Brady tuyên bố tách khỏi Daughtry và Brian Craddock, đến từ Virginia đã trở thành người thay thế.
Sau thành công của "It's Not Over", đĩa đơn thứ hai "Home" đã được phát hành và đạt vị trí #5 trên Billboard Hot 100 trong những tuần phát hành đầu tiên. Đĩa đơn thứ ba từ album, "What I Want", phát hành tháng 4 năm 2007 đã đạt vị 6 trên các bảng xếp hạng rock. Các đĩa đơn tiếp theo lần lượt là "Over You", "Crashed" và "Feels Like Tonight" (bài hát chính thức cho WWE Backlash 2007).
Nhờ sự thành công của các đĩa đơn, Daughtry nhanh chóng đạt chứng nhận 3× Bạch kim ngày 21 tháng 6 năm 2007 và sau đó là 4× Bạch kim với 4 triệu đĩa bán được. Nhóm nhạc cũng đã được góp mặt trong loạt album biên tập nổi tiếng Now That's What I Call Music! với 5 bài hát từ album Daughtry, nhận được 4 đề cử cho giải Grammy năm 2008 ở các hạng mục Ban nhạc thể hiện nhạc pop xuất sắc nhất, Album rock xuất sắc nhất, Ca khúc rock xuất sắc nhất và Ban nhạc thể hiện rock xuất sắc nhất. Theo số liệu từ Billboard.com, Daughtry đã có tổng cộng 20 hit quán quân trên toàn thế giới.

### 2009–nay:Leave This Town
Ngày 9 tháng 3 năm 2009, Chris Daughtry thông báo trên website rằng ban nhạc của anh đã hoàn thành việc thu âm cho album mới. Album này đã được phát hành ngày 14 tháng 7 năm 2009. Chris Daughtry đã làm việc cùng Chad Kroeger từ Nickelback, Ryan Tedder từ OneRepublic, Trevor McNevan từ Thousand Foot Krutch, Jason Wade từ Lifehouse, Richard Marx, Scott Stevens từ The Exies, Adam Gontier từ Three Days Grace và Eric Dill, ca sĩ cũ của The Click Five.
Đĩa đơn đầu tiên từ album, "No Surprise" đã được đăng ngày 5 tháng 5 năm 2009 trên website chính thức của họ. Ca khúc chính thức được phát hành trên radio ngày 26 tháng 5. "Life After You" là đĩa đơn tiếp theo.
Leave This Town đã đạt vị trí quán quân trên Billboard 200, bán được 269.000 bản trong tuần đầu tiên. Album cũng đạt vị trí #1 trên Digital Albums Chart và Rock Chart. Với Leave This Town, Chris Daughtry lập kỉ lục mới: nghệ sĩ American Idol đầu tiên có 2 album quán quân liên tiếp. Daughtry đã biểu diễn trên sân khấu của American Music Awards 2009 ca khúc hit "Life After You", cùng với các Idol khác như Carrie Underwood, Kelly Clarkson và Adam Lambert.
Ngày 16 tháng 4 năm 2010, nhóm thông báo trên website của mình tay trống Joey Barnes đã rời nhóm, Robin Diaz sẽ là người thay thế anh trong chuyến lưu diễn sắp tới của nhóm.
"September" là đĩa đơn thứ ba vừa được phát hành từ Leave This Town.

## Thành viên của ban nhạc

### Thành viên hiện tại
- Chris Daughtry – hát chính, ghi-ta (2006–nay)
- Josh Steely – hát chính, hát phụ (2006–nay)
- Josh Paul – ghi-ta bass, hát phụ (2006–nay)
- Brian Craddock – rhythm guitar, hát phụ (2007–nay)
- Robin Diaz – trống, percussion (2010–nay)

### Thành viên cũ
- Jeremy Brady – rhythm guitar, hát phụ (2006–2007)
- Joey Barnes – trống, gõ, keyboard, hát phụ (2006–2010)

## Danh sách đĩa nhạc
- 2006: Daughtry
- 2009: Leave This Town

## Giải thưởng và đề cử
2007 American Music Awards (Đoạt giải)
- Nghệ sĩ đột phá
- Nghệ sĩ nhạc adult contemporary xuất sắc nhất
- Album pop/rock xuất sắc nhất

2008 American Music Awards (Đoạt giải/Đề cử)
- Nghệ sĩ được ưa thích nhất – Nhạc pop/rock
- Nghệ sĩ được ưa thích nhất – Nhạc adult contemporary

People Choice Awards (Đoạt giải)
- Ca khúc rock xuất sắc nhất (cho "Home")

2007 Billboard Music Awards (Đoạt giải)
- Top Billboard 200 Album
- Top Artists – Ban nhạc (Pop)
- Top New Artist
- Top Comprehensive Artist
- Hot 100 Artists – Ban nhạc
- Hot Adult Top 40 Artist

2007 World Music Awards  (Đoạt giải) 
- Worlds Best Selling Rock Group của năm 2007
- Worlds Best Selling New Artist của năm 2007

2008 Kids Choice Awards  (Đề cử) 
- Nghệ sĩ được ưa thích nhất

2010 Teen Choice Awards  (Đề cử) 
- Choice Music: Album - Rock, Leave This Town
- Choice American Idol Alum (Chris Daughtry – giải hát đơn)